# MkLinux
MkLinux este o distribuție de Linux .